# Quintet Music
Quintet Music ist ein Jazzalbum von Travis Reuter. Die am 21. und 23. April 2022 im Studio Big Orange Sheep in Brooklyn entstandenen Aufnahmen erschienen am 19. April 2024 im Eigenverlag auf Bandcamp.

## Hintergrund
Der in der Schweiz lebende Gitarrist Travis Reuter nahm das Album Quintet Music mit Mark Shim am Saxophon, Peter Schlamb am Vibraphon, Harish Raghavan am Bass und Tyshawn Sorey am Schlagzeug auf.
Zusätzliche Aufnahmen entstanden am 10. Oktober 2022 in The Zoo in Bern.
Abmischungen und das Mastering besorgte Liberty Ellman.

## Titelliste
- Travis Reuter: Quintet Music

1. Same Song 5:03
2. 13 F34 5:23
3. Interlude 1 1:56
4. 8 D@z 3:18
5. Fast Louis 7:27
6. Interlude 1 (Shim) 1:25
7. Low/High 1 7:51
8. Interlude 1 (Schlamb) 1:59
9. 15 5:06
10. Carrico Real 5:42

Wenn nicht anders vermerkt, stammen die Kompositionen von Travis Reuter.

## Rezeption

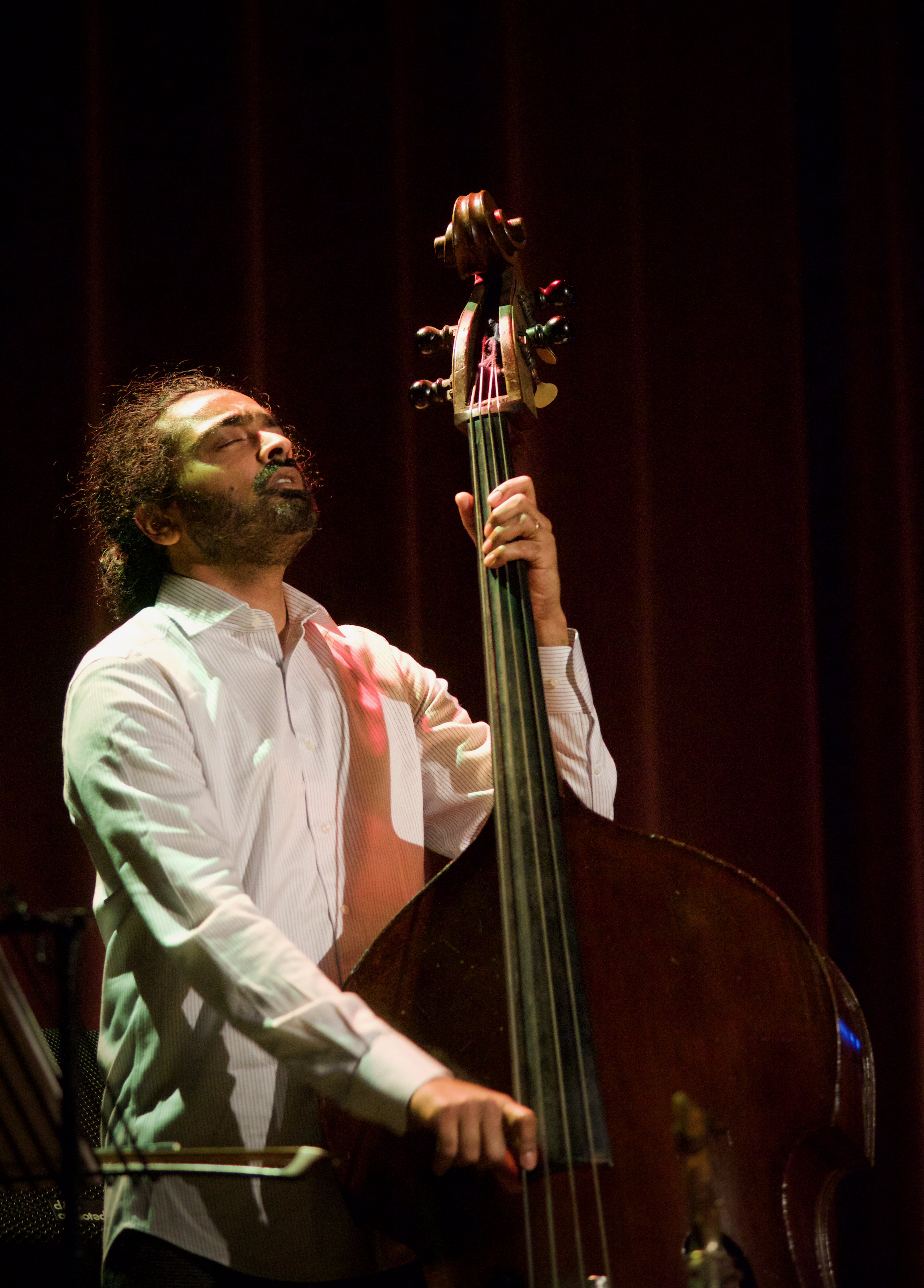
Harish Raghavan (2019)

Nach Ansicht von Glenn Astarita, der das Album in All About Jazz rezensierte, sei Travis Reuters Quintet Music ein Meisterwerk musikalischer Zauberei, das vor kühner Erfindungsgabe und innovativer Kreativität strotze. Reuter sei ein eigenwilliger Gitarrist, der keine Angst davor habe, über den Tellerrand zu blicken; er führe seine Band aus ebenso kühnen Virtuosen durch ein Klangwunderland, das die meisten Musiker nur im Traum zu besuchen wagen. Das Quintett, bei dem Peter Schlamb das traditionelle Klavier gegen das Vibraphon austauschte, würde das gewohnte „Jazz-Handbuch über Bord werfen“. Seine Mitglieder tauchten kopfüber in ein Labyrinth komplexer Rhythmen und Harmonien ein und erschafften eine Klanglandschaft, die gleichermaßen begeistere und verwirre. Die Darbietung sei eine rohe Darstellung konstruktiver Interaktion, bei der der Geist der Improvisation jeden Titel durchdringe, trotz – oder vielleicht gerade wegen – ihrer kühnen Abkehr von Jazznormen.
Wenn auch Reuter und Shim die Mehrheit der Leadparts übernehmen würden (wobei auch Schlamb an seiner Seite sei), würde dieses Angebot wie ein Versuch wirken, nicht in traditionelle Formen zu verfallen, schrieb Mike Borella in Avant Music News. Gitarre und Saxophon brächten starke melodische Stimmen in den Vordergrund, normalerweise eine nach der anderen, aber auch kontrapunktisch. Das kurze „#8 D@z“ sei ein Paradebeispiel für die Raffinesse ihres dichten Spiels. Das Vibraphon wechsle fließend zwischen melodischen und harmonischen Rollen und füge dem Mix eine ätherische Ebene hinzu. Bei all dieser Aktivität könnten die Bass- und Schlagzeuglinien vergleichsweise gerade sein. Aber das seien sie nicht und formten stattdessen den musikalischen Fluss durch verschlungene Tempi und Dynamiken. Daher würden die Soli verzwickt und die Rhythmen komplex klingen. Tatsächlich spielten Raghavan und Sorey in ihrer Fähigkeit, die Stücke auch bei versetztem Timing in Bewegung zu halten, geradezu beängstigend gut.
George W. Harris meinte über Quintet Music, dass sich die zehn Stücke gegenseitig ergänzten: Sorey und Raghaven würden sich bei „#13 F34“ tief ins Zeug legen und bei „#8 D@z“ kinetisch agieren, schrieb George W. Harris (Jazz Weekly). Bei „Same Song“ hüpfe und wirble alles herum, bei „#9 Low/High 1“ würden sich Vibraphon, Gitarre und Saxophon ein Duell liefern, bei „Interlude1“ komme etwas Acid-Gitarre auf. Die Themen würden bei „Carrico Real“ mit einigen exotischen Harmonien durcheinander gewirbelt, bei „#15“ rudere Mark Sim wild um sich.